# Vincent Nichols
Vincent Gerard Nichols (Crosby, 8 novembre 1945) è un cardinale e arcivescovo cattolico britannico, dal 3 aprile 2009 arcivescovo di Westminster.

## Biografia
Allievo del Venerabile Collegio Inglese di Roma, è ordinato sacerdote il 21 novembre 1969, e consacrato vescovo il 24 gennaio 1992.
Il 5 novembre 1991 è eletto vescovo titolare di Othona ed ausiliare di Westminster.
Il 15 febbraio 2000 è nominato arcivescovo di Birmingham.
Il 3 aprile 2009 è promosso arcivescovo di Westminster; succede al cardinale Cormac Murphy-O'Connor, dimessosi per raggiunti limiti d'età. Assume anche il titolo onorifico di primate d'Inghilterra e Galles.
È poi eletto presidente della Conferenza Episcopale di Inghilterra e Galles il successivo 30 aprile, sempre in sostituzione del cardinale Murphy-O'Connor.
Il 15 gennaio 2011 ordina sacerdoti cattolici i primi tre membri della Chiesa d'Inghilterra, ex vescovi anglicani, i quali avevano chiesto e ottenuto di rientrare in comunione con la Chiesa di Roma, grazie all'erezione dell'ordinariato personale di Nostra Signora di Walsingham.
Il 12 gennaio 2014 papa Francesco ne annuncia la creazione a cardinale nel concistoro del 22 febbraio seguente.
Nell'ottobre 2016 è eletto vicepresidente del Consiglio delle conferenze dei vescovi d'Europa.
Il 7 e 8 maggio 2025 ha partecipato come cardinale elettore al conclave che ha portato all'elezione di papa Leone XIV.

## Genealogia episcopale e successione apostolica
La genealogia episcopale è:
- Cardinale Scipione Rebiba
- Cardinale Giulio Antonio Santori
- Cardinale Girolamo Bernerio, O.P.
- Arcivescovo Galeazzo Sanvitale
- Cardinale Ludovico Ludovisi
- Cardinale Luigi Caetani
- Cardinale Ulderico Carpegna
- Cardinale Paluzzo Paluzzi Altieri degli Albertoni
- Papa Benedetto XIII
- Papa Benedetto XIV
- Papa Clemente XIII
- Cardinale Marcantonio Colonna
- Cardinale Giacinto Sigismondo Gerdil, B.
- Cardinale Giulio Maria della Somaglia
- Cardinale Carlo Odescalchi, S.I.
- Cardinale Costantino Patrizi Naro
- Cardinale Serafino Vannutelli
- Cardinale Domenico Serafini, Cong. Subl. O.S.B.
- Cardinale Pietro Fumasoni Biondi
- Arcivescovo Filippo Bernardini
- Vescovo Franziskus von Streng
- Arcivescovo Bruno Bernard Heim
- Cardinale George Basil Hume, O.S.B.
- Cardinale Vincent Gerard Nichols

La successione apostolica è:
- Vescovo David Christopher McGough (2005)
- Arcivescovo John Francis Sherrington (2011)
- Vescovo Nicholas Gilbert Erskine Hudson (2014)
- Vescovo Alan Stephen Williams, S.M. (2014)
- Vescovo Marcus Stock (2014)
- Vescovo Patrick Joseph McKinney (2015)
- Vescovo Paul McAleenan (2016)
- Arcivescovo John Wilson (2016)
- Vescovo Carmelo Zammit (2016)
- Vescovo David James Oakley (2020)
- Vescovo James Paul Curry (2024)